# Dannes
Dannes é uma comuna francesa na região administrativa de Altos da França, no departamento de Pas-de-Calais. Estende-se por uma área de 10,23 km². Em 2010 a comuna tinha 1 307 habitantes (densidade: 127,8 hab./km²).